# Kodeks 0279
Kodeks 0279 (Gregory-Aland no. 0279) – grecki kodeks uncjalny Nowego Testamentu na pergaminie, datowany metodą paleograficzną na VIII lub IX wiek. Rękopis jest przechowywany na Synaju. Tekst rękopisu jest wykorzystywany we współczesnych wydaniach greckiego Nowego Testamentu. 

## Opis
Zachowały się 2 pergaminowe karty rękopisu, z greckim tekstem Ewangelii Łukasza (8,32-44; 22,3.15-16). Karty mają rozmiar 31 na 24 cm. Tekst jest pisany dwoma kolumnami na stronę, 25 linijek tekstu na stronę. Jest palimpsestem, tekst 0279 jest tekstem dolnym. Tekst górny pisany jest synajską uncjałą i zawiera pisma liturgiczne. 

## Historia
INTF datuje rękopis 0279 na VIII lub IX wiek . 
Rękopis został znaleziony w maju 1975 roku podczas prac restauracyjnych w klasztorze wraz z wieloma innymi rękopisami . Na listę greckich rękopisów Nowego Testamentu wciągnął go Kurt Aland, oznaczając go przy pomocy siglum 0279. Został uwzględniony w II wydaniu Kurzgefasste. Rękopis jest wykorzystywany we współczesnych wydaniach greckiego Nowego Testamentu (NA27, NA28). Nie został wykorzystany w UBS4. 
Rękopis jest przechowywany w Klasztorze Świętej Katarzyny (N.E. ΜΓ 15) na Synaju . 